# TŠK Sloboda Tuzla
TŠK Sloboda Tuzla – bośniacko-hercegowiński klub szachowy z siedzibą w Tuzli, sekcja Slobody Tuzla.

## Historia
Klub powstał w 1970 roku, a w 1984 roku został włączony do RSD Sloboda jako sekcja szachowa. W 1995 roku zdobył Puchar Bośni i Hercegowiny. W sezonie 2005 klub występował w Premijer lidze, jednak spadł wówczas z ligi. W 2009 roku zespół wrócił do pierwszej ligi i zdobył wicemistrzostwo kraju, kończąc rozgrywki jedynie za Bosną Sarajewo. W 2010 roku klub nie przystąpił do rozgrywek Premijer Ligi. W 2018 roku Sloboda powróciła do pierwszej ligi, zajmując wówczas piąte miejsce. Rok później zespół zajął trzecie miejsce w rozgrywkach, za Bosną Sarajewo i Napredakiem Sarajewo. Sezon 2021 klub ukończył na czwartym miejscu w krajowych rozgrywkach. W 2022 roku zespół nie przystąpił do rozgrywek Premijer ligi.
Zawodnikami klubu byli m.in. Gergely Aczel, Dragiša Blagojević, Marin Bosiočić, Nikola Đukić, Alojzije Janković, Denis Kadrić, Predrag Nikolić, Davor Rogić, Nikola Sedlak, Dalibor Stojanović, Andriej Szarijazdanow, Bojan Vučković i Robert Zelčić.